# Jefté (futebolista)
Jefté Vital da Silva Dias (Rio de Janeiro, 21 de dezembro de 2003), conhecido simplesmente como Jefté, é um futebolista brasileiro que atua como lateral-esquerdo. Atualmente, defende o Palmeiras.

## Carreira

### Fluminense
Nascido no Rio de Janeiro, Jefté chegou às categorias de base do Fluminense em 2017, vindo do Tigres do Brasil. Em 16 de março de 2021, renovou contrato com o clube até 2025.

#### APOEL (empréstimo)
No dia 4 de julho de 2023, Jefté foi emprestado ao APOEL, do Chipre, para a temporada 2023-24; tendo também seu contrato renovado até 2026 pelo clube carioca. Jefté fez sua estreia como profissional no dia 20 de agosto, iniciando como titular na vitória por 2 a 0 sobre o AEZ Zakakiou, e marcou seu primeiro gol em 2 de outubro, na goleada por 5 a 1 sobre o Ethnikos Achnas, no Estádio GSP.

### Rangers
No dia 24 de maio de 2024, o Rangers, da Escócia, anunciou Jefté como novo reforço do clube. O Tricolor Carioca vendeu 80% dos direitos por 800 mil euros (cerca de R$ 4,4 milhões, na cotação da época) e manteve os 20% restantes. Em 4 de dezembro de 2024, ele anotou sua primeira assistência pelo clube, assistindo Cyriel Dessers para o quinto gol do Rangers, na vitória por 6 a 0 contra o Kilmarnock.
Em 11 de maio de 2025, Jefté marcou seu primeiro gol com a camisa do Rangers na vitória por 4 a 0 sobre o Aberdeen. O brasileiro fez um total de 52 jogos durante a temporada, sendo 33 jogos no campeonato nacional, dois na Copa da Escócia, quatro na Copa da Liga, dois na Liga dos Campeões e onze na Liga Europa; terminando a temporada com um gol e quatro assistências.

### Palmeiras
Em 20 de agosto de 2025, Jefté foi anunciado como novo reforço do Palmeiras; o lateral-esquerdo assinou um contrato válido até julho de 2030. Os valores oficiais da contratação não foram revelados, mas, segundo o portal brasileiro ge, o Alviverde pagou cerca de seis milhões de euros (38,2 milhões de reais, na cotação da época) por cem por cento dos seus direitos econômicos.

## Estatísticas na carreira
- Atualizado até 17 de maio de 2025[9]

| Clube              | Temporada         | Liga                      | Liga  | Liga | Copa Nacional | Copa Nacional | Copa da Liga | Copa da Liga | Continental | Continental | Total | Total |
| Clube              | Temporada         | Divisão                   | Jogos | Gols | Jogos         | Gols          | Jogos        | Gols         | Jogos       | Gols        | Jogos | Gols  |
| ------------------ | ----------------- | ------------------------- | ----- | ---- | ------------- | ------------- | ------------ | ------------ | ----------- | ----------- | ----- | ----- |
| APOEL (empréstimo) | 2023–24           | Primeira Divisão Cipriota | 31    | 3    | 1             | 0             | —            | —            | 1           | 0           | 33    | 3     |
| Rangers            | 2024–25           | Campeonato Escocês        | 33    | 1    | 2             | 0             | 4            | 0            | 13          | 0           | 52    | 1     |
| Rangers            | 2025–26           | Campeonato Escocês        | 0     | 0    | 0             | 0             | 0            | 0            | 0           | 0           | 0     | 0     |
| Rangers            | Total             | Total                     | 33    | 1    | 2             | 0             | 4            | 0            | 13          | 0           | 52    | 1     |
| Total na carreira  | Total na carreira | Total na carreira         | 64    | 4    | 3             | 0             | 4            | 0            | 14          | 0           | 85    | 4     |

1. ↑  Inclui partidas da Copa do Chipre e da Copa da Escócia
2. ↑  Inclui partidas da Copa da Liga Escocesa
3. ↑  Partida na Liga Conferência da UEFA
4. ↑  Duas partidas na Liga dos Campeões da UEFA, onze partidas na Liga Europa da UEFA

## Títulos
APOEL
- Primeira Divisão Cipriota: 2023–24